# Sealab 2020
Sealab 2020 (Laboratório submarino 2020 em português) é um desenho animado dos estúdios Hanna-Barbera exibido em 1972. 